# Cassinia tenuifolia
Cassinia tenuifolia là một loài thực vật có hoa trong họ Cúc. Loài này được Benth. mô tả khoa học đầu tiên năm 1867.